# Dinko Dermendzhiev
Dinko Dermendzhiev (Plovdiv, 2 de junho de 1941 – Plovdiv, 1 de maio de 2019) foi um futebolista e treinador búlgaro, que atuou como atacante.

## Carreira
Dermendzhiev atuou por toda sua carreira pelo Botev Plovdiv. Pela Seleção Búlgara integrou o elenco na Copa do Mundo de 1962, 1966 e 1970.
Internado em hospital em consequência de um AVC, faleceu em 1º de maio de 2019 aos 77 anos de idade.